# Eparchie Lungro
Eparchie Lungro se nachází v Itálii a je určena pro věřící východního ritu. Byla založena 13. února 1919 papežem Benediktem XV. z Rossano, diecéze Cassano all’Jonio a diecéze San Marco e Bisignano. Prvním eparchou se stal Giovanni Mele. K roku 2009 měla eparchie 41 kněží, 32 900 věřících a 29 farností. Podléhá apoštolskému stolci.

## Eparchové
- Giovanni Mele (1919–1979)
- Giovanni Stamati apoštolský administrátor Lungra (1967–1979)
- Giovanni Stamati (1979–1987)
- Ercole Lupinacci (1987–2010)
- Salvatore Nunnari apoštolský administrátor Lungra (2010–2012)
- Donato Oliverio (2012–současnost)